# 赤坂七恵
赤坂 七恵（正式には「恵」の右上に「丶」が付く。あかさか ななえ、1979年12月24日 - ）は、神奈川県出身の元女優。当時の所属芸能事務所は「オフィスギャラリー・アンド・エルフ」。
身長：166cm、B：80、W：57、H：86。血液型：O型。神奈川県立七里ガ浜高校卒業。玉川学園女子短期大学に在籍していた。

## 出演

### バラエティ番組
- TK MUSIC CLAMP（1997年、フジテレビ） - Vol.73 REPRODUCT
- めざましテレビ（1999年、フジテレビ） - 赤坂七恵のちょっといいかも
- 品・運命 〜しなさだめ〜 （2000年2月14日 - 18日、テレビ朝日）
- ぷらちなロンドンブーツ （2000年2月17日、6月8日、9月7日、2001年2月22日、3月22日、テレビ朝日）
- ココロの扉 〜SKELETON HEART 2〜 （2000年4月17日、TBS）
- たけしの万物創世紀 「進化の魔法・ふしぎ珍獣パンダ」 （2000年8月29日、テレビ朝日）
- 明石家マンション物語 （2000年10月25日、フジテレビ）
- THE夜もヒッパレ （2000年11月25日、日本テレビ）
- 全部まとめて食べチャオ! イタリアにKISS 中継グルメ買い物天国 （2001年4月28日、フジテレビ）
- 激闘! ザ・60ミニッツ 1時間で何ができるかバトルSP 「コギャルお料理対決」 （2002年1月5日、フジテレビ）
- デジ屋台 「映画とサッカーの得情報と美少女(秘)クスクス」 （2002年5月19日、TBS）
- メンズ・キャイ〜ン （2002年8月23日 - 9月6日、テレビ朝日） - 恋愛企画「キャイのり」、つむじちゃん役
- 番組ナビ 「1月の金曜ロードショーはスゴイ!」 （2003年1月5日、日本テレビ）
- スポパラ 「今夜もドル箱!!」 （2003年11月27日、テレビ東京）
- 汐留スタイル! （2004年1月29日、日本テレビ）
- THEチャンプ! （2004年2月28日、日本テレビ）
- エンタ姫 （2004年7月7日、テレビ東京）
- 朝は楽しく! 第1部 （2004年7月7日、テレビ東京）
- ダイレクトテレショップ 「買王 〜 BUY KING」 （2006年1月25日 - 3月8日、テレビ朝日）

### テレビドラマ
- しんドラ 噂の探偵QAZ （1995年、日本テレビ）
- 銀狼怪奇ファイル （1996年2月24日、日本テレビ） - 第7話
- 聖龍伝説 （1996年、日本テレビ）
- 衛星劇場　秋元康殺人ミステリー maison de neu 〜メゾン・デ・ヌウ〜 （1997年、NHK）
- チョコレート革命 （1998年、NHK） - 桐山晶役
- ママチャリ刑事 （1999年、TBS） - 第9話
- フレッシュドラマシリーズ3 最後のデート （1999年、TBS） - 安藤花美役
- 未来者 （1999年、テレビ朝日）
- shinD ここでキスして。（1999年、日本テレビ） - ハルナ
- 彼女たちの時代 （1999年、フジテレビ） - 羽村好美役
- 月曜ドラマスペシャル 真夏の恐怖劇場 (1) フェチシズム （1999年、フジテレビ）
- ブラック・ジャック1 〜臓器農場行き幽霊バス （2000年3月31日、フジテレビ） - 井上真智子役
- 伝説の教師 第5話（2000年5月13日、日本テレビ） - 山本茜役
- 天気予報の恋人 （2000年、フジテレビ）
- 合い言葉は勇気 （2000年、フジテレビ）
- もう一度キス （2000年、NHK） - 橘由紀恵役
- ロケットボーイ （2001年、フジテレビ） - 山崎みどり役
- 宮本武蔵 （2001年、テレビ東京） - 小次郎の妻・お光役
- 金田一少年の事件簿 第3シリーズ第3話「仏蘭西銀貨殺人事件」（2001年7月28日、日本テレビ） - 中山小夜子役
- レッツ・ゴー!永田町 （2001年10月10日、日本テレビ） - 第1話、鈴木ひとみ役
- 真夜中の雨 （2002年、TBS） - 里谷今日子役
- 青に恋して! 〜サッカー通と4人の美女の物語〜 （2002年5月15日、フジテレビ） 第3話
- 東京庭付き一戸建て （2002年7月10日、17日、8月21日、日本テレビ） 第1・2・7話
- P&Gパンテーンドラマスペシャル 「笑顔セラピー」 （2003年2月11日、フジテレビ） - 小野美咲役
- 顔  第4話（2003年5月6日、フジテレビ） - 飯田あゆみ役
- マルサ!!東京国税局査察部 （2003年6月3日、フジテレビ） 第9話
- ニューカマーズ オンナの感 女の本音をのぞくドラマ 「男の偏差値」 （2003年6月14日、フジテレビ）
- 屋根のある空 （2003年、全5話、BSフジ）
- 演技者。 「I(アイ)の世界」 （2004年1月6日 - 2月3日、フジテレビ） - ユリエ役
- 京都迷宮サスペンス 「十年 〜 妻が夫を裏切った日」 （2004年1月28日、テレビ東京）
- 彼女が死んじゃった （2004年、日本テレビ） - ダンサー・乾八千代役
- 松本清張 黒革の手帖 （2004年10月21日 - 12月9日、テレビ朝日） - 恭子役
- ファンタズマ〜呪いの館〜 （2004年7月25日&8月1日、テレビ東京）
EPISODE2「いつも一緒」の前篇と後篇にゲスト出演。

### 映画
- ハート・オブ・ザ・シー （2003年8月17日公開、第一通信社） - 鈴木真智子役
- ミラクルバナナ （2006年9月16日公開、ミラクルバナナ製作委員会） - 優子役

### Vシネマ
- 必殺始末人II 〜乱れ咲く女役者の夢舞台〜 （1998年1月25日公開、松竹） - 町の飴売り少女・美栗（みくり）役

### 舞台
- 天国の本屋 （2001年1月25日 - 26日、青山円形劇場）

### CM
- 不二家　「シュークリーム」 （1997年10月 - ）
- 北陸セルラー「コミコミコール」 （199?年）
  - DDIセルラー北陸（携帯電話）イメージキャラクター
- キリン　「午後の紅茶」 （199?年）
- マツモトキヨシ （1998年）
「私はマツキヨに行く篇」（なんかいいかも ／ なんかOKかも）
- 大正製薬　「アイリスCL1ネオ」 （1998年）
- NEC　「VALUESTAR NX」 （1999年）
- 東芝　空気清浄機 「速清快」 （2000年）
- チョーヤ梅酒
- 出光興産　「企業CM」 （2000年）
- 三井不動産　「ららぽーとスキードームSSAWS」 （2000年）
- 東京ディズニーシー　「キャンペーン」 （2002年、「さあ、行こう！冒険とイマジネーションの海へ。」呼ぶ者たち篇）
- 日本食肉消費総合センター　「Jビーフ」 （2002年、ビデオレター篇）
- アットローン　「@ローン」 （2002年）
- ソニー・コンピュータエンタテインメント　「PlayStation 2」 （2002年）
- 中外製薬　「グロンサンG」 （2003年3月21日 - 。筒井道隆、袴田吉彦との共演作）
- 大林組　「FRiGATE」 （2003年8月）

### WEBドラマ
- 屋根のある空 （2003年3月20日 - 、全5話、中外製薬・グロンサンWebMovie）
後にBSフジにてテレビ放映。

### ゲーム
- 情報捜査官e－POLICE　竜崎舞美役

## イメージビデオ
- Folletta （1999年10月20日、VHSのみ、45分作品、竹書房）
- feminine （2000年4月19日、VHSとDVDの2種、48分作品、ポニーキャニオン）

## 写真集
- シルク（1999年1月、テイアイエス、撮影：野村誠一）ISBN 978-4886181909